# Corentin Jean
Corentin Jean (Blois, 1995. július 15. –) francia korosztályos válogatott labdarúgó, a Sochaux csatára.

## Pályafutása

### Klubcsapatokban
Jean a franciaországi Blois városában született. Az ifjúsági pályafutását az US Chemery Mehers St Romain és a Blois csapatában kezdte, majd a Troyes akadémiájánál folytatta.
2013-ban mutatkozott be a Troyes első osztályban szereplő felnőtt keretében. 2015-ben a Monaco szerződtette. 2015 és 2017 között a Troyes és a Toulouse csapatát erősítette kölcsönben. A lehetőséggel élve, 2017-ben a Toulouse-hoz igazolt. A 2019–20-as szezon második felében a Lensnél szerepelt kölcsönben. 2020-ban a Lenshez csatlakozott. 2022. július 7-én 2½ éves szerződést kötött az észak-amerikai első osztályban érdekelt Inter Miami együttesével. Először a 2022. július 31-ei, Cincinnati ellen 4–4-es döntetlennel zárult mérkőzés 80. percében, Robert Taylor cseréjeként lépett pályára. Első gólját 2023. március 5-én, a Philadelphia Union ellen hazai pályán 2–0-ra megnyert találkozón szerezte meg. 2024. augusztus 30-án a Sochaux szerződtette.

### A válogatottban
Jean az U16-ostól az U21-esig minden korosztályos válogatottban képviselte Franciaországot.

## Statisztikák
| Klub        | Szezon   | Osztály  | Bajnokság | Bajnokság | Kupa és Ligakupa | Kupa és Ligakupa | Nemzetközi | Nemzetközi | Összesen | Összesen |
| Klub        | Szezon   | Osztály  | Meccs     | Gól       | Meccs            | Gól              | Meccs      | Gól        | Meccs    | Gól      |
| ----------- | -------- | -------- | --------- | --------- | ---------------- | ---------------- | ---------- | ---------- | -------- | -------- |
| Troyes      | 2012–13  | Ligue 1  | 15        | 3         | 1                | 1                | —          | —          | 16       | 4        |
| Troyes      | 2013–14  | Ligue 2  | 22        | 4         | 5                | 0                | —          | —          | 27       | 4        |
| Troyes      | 2014–15  | Ligue 2  | 28        | 10        | 2                | 0                | —          | —          | 30       | 10       |
| Troyes      | 2015–16  | Ligue 1  | 34        | 5         | 3                | 2                | —          | —          | 37       | 7        |
| Monaco      | 2016–17  | Ligue 1  | 2         | 0         | 2                | 1                | 1          | 0          | 5        | 1        |
| Toulouse    | 2016–17  | Ligue 1  | 16        | 1         | 0                | 0                | —          | —          | 16       | 1        |
| Toulouse    | 2017–18  | Ligue 1  | 34        | 1         | 5                | 0                | —          | —          | 39       | 1        |
| Toulouse    | 2018–19  | Ligue 1  | 19        | 0         | 3                | 0                | —          | —          | 22       | 0        |
| Toulouse    | 2019–20  | Ligue 1  | 1         | 0         | 0                | 0                | —          | —          | 1        | 0        |
| Lens        | 2019–20  | Ligue 2  | 9         | 3         | 0                | 0                | —          | —          | 9        | 3        |
| Lens        | 2020–21  | Ligue 1  | 23        | 1         | 2                | 2                | —          | —          | 25       | 3        |
| Lens        | 2021–22  | Ligue 1  | 17        | 1         | 3                | 0                | —          | —          | 20       | 1        |
| Inter Miami | 2022     | MLS      | 3         | 0         | 0                | 0                | —          | —          | 3        | 0        |
| Inter Miami | 2023     | MLS      | 15        | 1         | 2                | 0                | —          | —          | 17       | 1        |
| Összesen    | Összesen | Összesen | 238       | 30        | 28               | 6                | 1          | 0          | 268      | 36       |

## Sikerei, díjai
Troyes
- Ligue 2
  - Feljutó (1): 2014–15

Lens
- Ligue 2
  - Feljutó (1): 2019–20

Inter Miami
- Leagues Cup
  - Győztes (1): 2023